# Edwige Gwend
Edwige Jeanne Gwend (Édéa, 11 de marzo de 1990) es una deportista italiana, de origen camerunesa, que compitió en judo.
En los Juegos Europeos de Bakú 2015 consiguió una medalla de bronce en la prueba por equipo. Ganó una medalla de plata en el Campeonato Europeo de Judo de 2010, en la categoría de –63 kg.

## Palmarés internacional
| Juegos Europeos    | Juegos Europeos   | Juegos Europeos   | Juegos Europeos |
| Año                | Lugar             | Medalla           | Categoría       |
| ------------------ | ----------------- | ----------------- | --------------- |
| 2015               | Bakú (Azerbaiyán) | Medalla de bronce | Equipo          |
| Campeonato Europeo |                   |                   |                 |
| Año                | Lugar             | Medalla           | Categoría       |
| 2010               | Viena (Austria)   | Medalla de plata  | –63 kg          |